# Basoides mucronatus
Basoides mucronatus – gatunek kosarza z podrzędu Laniatores i rodziny Podoctidae. Jedyny znany przedstawiciel monotypowego rodzaju Basoides.

## Występowanie
Gatunek jest endemiczny dla wyspy Sumatra.